# Charles Christofle
Pour les articles homonymes, voir Christofle (homonymie).
Charles Christofle, né à Paris le 25 octobre 1805 et mort à Brunoy (Essonne) le 13 décembre 1863, est un orfèvre et industriel français, fondateur de l'entreprise Christofle.

## Biographie
Il avait commencé sa carrière en devenant à quinze ans, en 1820, apprenti chez son beau-frère le bijoutier Hugues Calmette. Il succède à son maître en 1830 et donne de l’expansion à sa firme de bijouterie qui, dès 1845, se spécialise dans l’argenture et la dorure à façon. Henri Bouilhet, neveu de Charles Christofle, continue l’entreprise qui devient au début du XXe siècle la manufacture d’orfèvrerie la plus importante en France.
En 1839, il est déjà l’un des plus gros bijoutiers français et emploie 50 personnes. Il exporte ses bijoux jusqu’en Amérique du Sud. C’est en 1842 qu’il commence à exploiter pour la France les brevets des Anglais Henry et George Richards Elkington concernant un procédé de dorure et d’argenture électrolytiques. Devant le succès du procédé, il fonde en 1845 la société « Charles Christofle & Cie » et commence à fabriquer dès 1846 les pièces à argenter, devenant ainsi indépendant des autres fabricants orfèvres.
En 1863, à son décès, lui succèdent son fils Paul Christofle et son neveu Henri Bouilhet (1830-1910), chimiste et également artiste de talent qui introduisit la galvanoplastie permettant le façonnage du métal au moyen de moules en gutta-percha d’après le procédé du Russe Moritz von Jacobi.

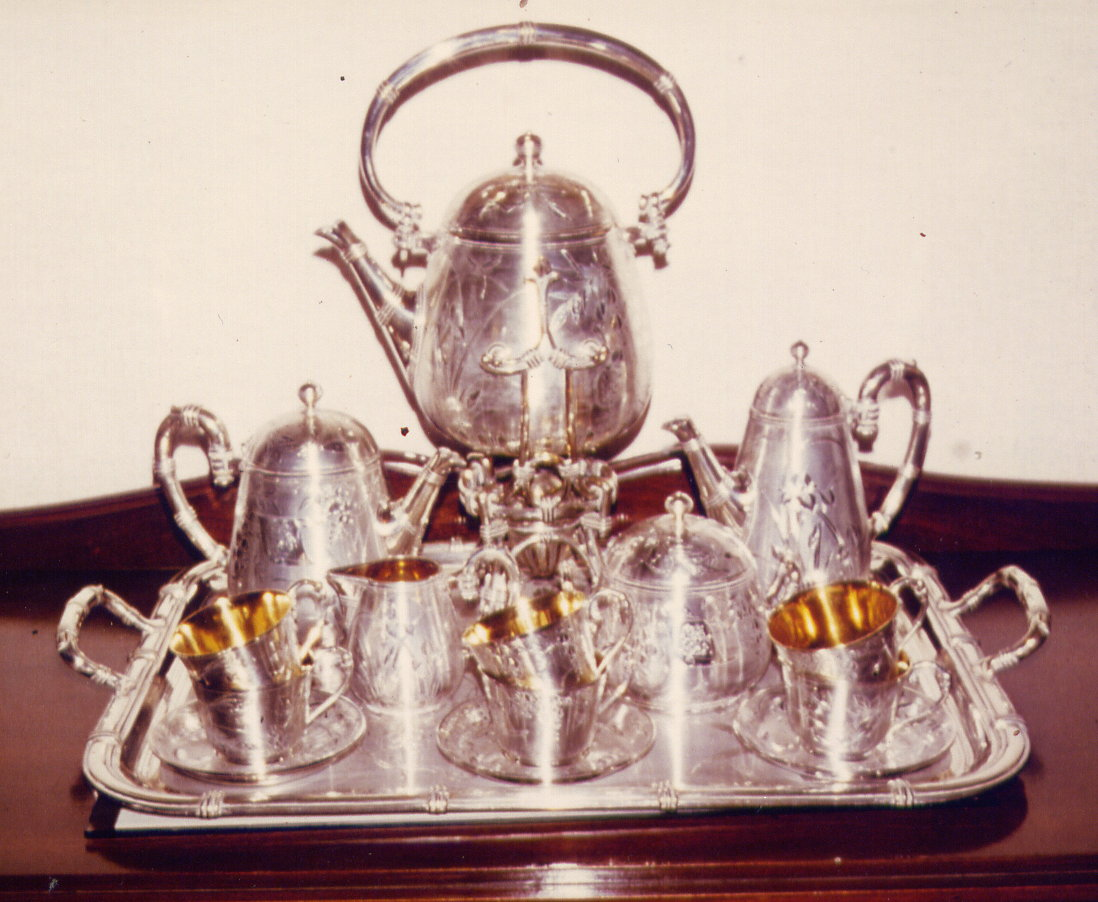
Service à thé et café, décoré de glycines et papillons, anse et versoir bambou, forme en poire,
manufacture d'orfèvrerie Christofle, 1875.

Les successeurs de Charles Christofle continuèrent à donner à la firme une importante expansion industrielle.

## Distinctions
- Officier de la Légion d'honneur

## Iconographie
Un bas-relief à l'effigie de Charles Christofle a été exécuté par Oscar Roty,. 